# Suining
Pour les articles homonymes, voir Suining (homonymie).
Suining (遂宁 ; pinyin : Sùiníng) est une ville de la province du Sichuan en Chine.

## Subdivisions administratives
La ville-préfecture de Suining exerce sa juridiction sur cinq subdivisions - deux districts et trois xian :
- le district de Chuanshan - 船山区 Chuánshān Qū ;
- le district d'Anju - 安居区 Ānjū Qū ;
- le xian de Pengxi - 蓬溪县 Péngxī Xiàn ;
- le xian de Shehong - 射洪县 Shèhóng Xiàn ;
- le xian de Daying - 大英县 Dàyīng Xiàn.